# Frederick Francis Mathers
Frederick Francis Mathers, homme politique canadien, fut lieutenant-gouverneur de la province de Nouvelle-Écosse de 1940 à 1942.
Il a servi dans la compagnie des Scottish Rifles durant la première Guerre mondiale, et en a été colonel honoraire entre 1942 et 1947.